# 1289
1289. је била проста година која је почела у суботу по јулијанском календару.

## Догађаји

### По месту

#### Европа
- 11. јун – Битка код Кампалдина: Гвелфске снаге Фиренце и њихових савезника (Лука, Пистоја, Прато и Сијена) побеђују гибелинску војску из Ареца у Тоскани. У бици је учествовао и млади Данте Алигијери. Након ове победе, Фиренца постаје доминантна сила у централној Италији.[1][2]
- 7. јул – Битка код Копенхагена: Норвешка експедициона снага под краљем Ериком II, подржана од данских одметника, напада Копенхаген, али је одбијена и приморана да се повуче.[3]
- У Сијени, двадесет и три партнера, укључујући пет чланова породице Бонсињори, поново оснивају банку Gran Tavola, некада најуспешнију европску банку која је престала са радом након смрти њеног оснивача Орланда Бонсињорија 1273. године.[4]

#### Британија
- Лето – Краљ Едвард I предлаже брак између свог сина, Едвард II и шестогодишње Маргарете, слушкиње Норвешке, како би ујединио круне Енглеске и Шкотске.[3]
- Завршена је изградња замка Конви у Велсу, једног од најзначајнијих утврђења које је подигао краљ Едвард I.[3]

#### Левант
- 9. фебруар – Мамелучки султан Калавун покреће војску из Каира према Сирији како би започео офанзиву на преостале крсташке државе.[5]
- Март – Мамелучке снаге стижу пред Триполи и започињу опсаду. У град стижу појачања Темплара, Хоспиталаца и француски одред из Акре, док краљ Кипра Хенри II Кипарски шаље свог брата Амалрика са витезовима и галијама.[5]
- 26. април – Пад грофовије Триполи: Након једномесечне опсаде, мамелучке снаге под султаном Калавуном освајају Триполи. Овим догађајем престаје да постоји Грофовија Триполи, једна од најдуговечнијих крсташких држава (180 година). Калавун наређује да се град сравни са земљом, а становништво је масакрирано или одведено у робље.[6][7]

### По теми

#### Образовање
- Папа Никола IV папском булом формално оснива Универзитет у Монпељеу у Француској, обједињујући различите постојеће школе под окриље једног универзитета.[3]

## Рођења
- 24. мај – Алфонсо Санчез, португалски племић, ванбрачни син краља Диниса I († 1329)
- 4. октобар – Луј X, краљ Француске и Наваре († 1316)[8]
- 6. октобар – Вацлав III од Чешке, краљ Угарске, Хрватске, Чешке и Пољске († 1306)[8]
- Фридрих Лепи, војвода Аустрије и краљ Немачке († 1330)
- Елеонора Анжујска, краљица Сицилије († 1341)

## Смрти
- 16. јануар – Бука, монголски племић и канцелар Илканата
- 12. март – Деметрије II Грузијски, краљ Грузије, погубљен по наредби илкана Аргуна (* 1259)[8]
- 19. март – Јован из Парме, италијански фрањевачки фратар, седми министар генерал реда
- 11. јун – Бонконте I да Монтефелтро, италијански гибелински вођа, погинуо у Бици код Кампалдина (* 1250)
- Уголино дела Герардеска, италијански племић и војни заповедник, умро од глади у затвору у Пизи
- Ипен, јапански будистички монах, оснивач школе Ји-сху (* 1234)
- Лав II, краљ Јерменског краљевства Киликије (* 1236)
- Ђовани Дандоло, 48. дужд Млетачке републике